# Paulo Freire
Paulo Reglus Neves Freire (Recife, 1921. szeptember 19. –‎ São Paulo, 1997. május 2.) brazil marxista pedagógus és filozófus volt, aki a kritikai pedagógia egyik vezető szószólója. Nagy hatású művét, Az elnyomottak pedagógiáját általában a kritikai pedagógia mozgalom egyik alapművének tartják, és a Google Tudós szerint 2016-ban a harmadik legtöbbet idézett könyv volt a társadalomtudományok területén.

## Életrajza
1921. szeptember 19-én született egy középosztálybeli családban Recifében, az északkelet-brazíliai Pernambuco állam fővárosában. A nagy gazdasági világválság következtében már korán megismerkedett a szegénységgel és az éhezéssel. Családja 1931-ben a Recife-től 18 km-re nyugatra fekvő Jaboatão dos Guararapes megfizethetőbb városába költözött. Apja 1934. október 31-én halt meg.
Gyermek- és serdülőkorában Freire négy osztállyal lemaradt, és társadalmi élete arról szólt, hogy más szegény gyerekekkel focizott, akiktől állítása szerint sokat tanult. Ezek a tapasztalatok alakították ki a szegényekkel kapcsolatos aggodalmait, és segítettek sajátos nevelési nézeteinek kialakításában. Freire azt állította, hogy a szegénység és az éhezés súlyosan befolyásolta tanulási képességét. Ezek az élmények befolyásolták döntését, hogy életét a szegények életének javításának szentelje: „Az éhségem miatt nem értettem semmit. Nem voltam buta. Nem az érdeklődés hiánya volt. A szociális helyzetem nem tette lehetővé, hogy oktatásban részesüljek. A tapasztalat ismét megmutatta nekem a társadalmi osztály és a tudás közötti kapcsolatot”. Végül családja szerencsétlensége megfordult, és kilátásaik javultak.
Freire 1943-ban iratkozott be a Recifei Egyetem jogi karára. Emellett filozófiát, pontosabban fenomenológiát és nyelvpszichológiát tanult. Bár felvették a jogi kamarába, soha nem praktizált, ehelyett középiskolai portugál tanárként dolgozott. 1944-ben feleségül vette Elza Maia Costa de Oliveira-t, egy tanártársát. Ők ketten együtt dolgoztak, és öt gyermekük született.
1946-ban Freire-t kinevezték a Pernambuco-i Oktatási és Kulturális Minisztérium igazgatójává. Freire elsősorban az írástudatlan szegények között dolgozott, és olyan oktatási gyakorlatot kezdett kidolgozni, amely hatással volt az 1970-es évek felszabadítási teológiai mozgalmára. Az 1940-es évek Brazíliájában az írni-olvasni tudás feltétele volt az elnökválasztáson való részvételnek.

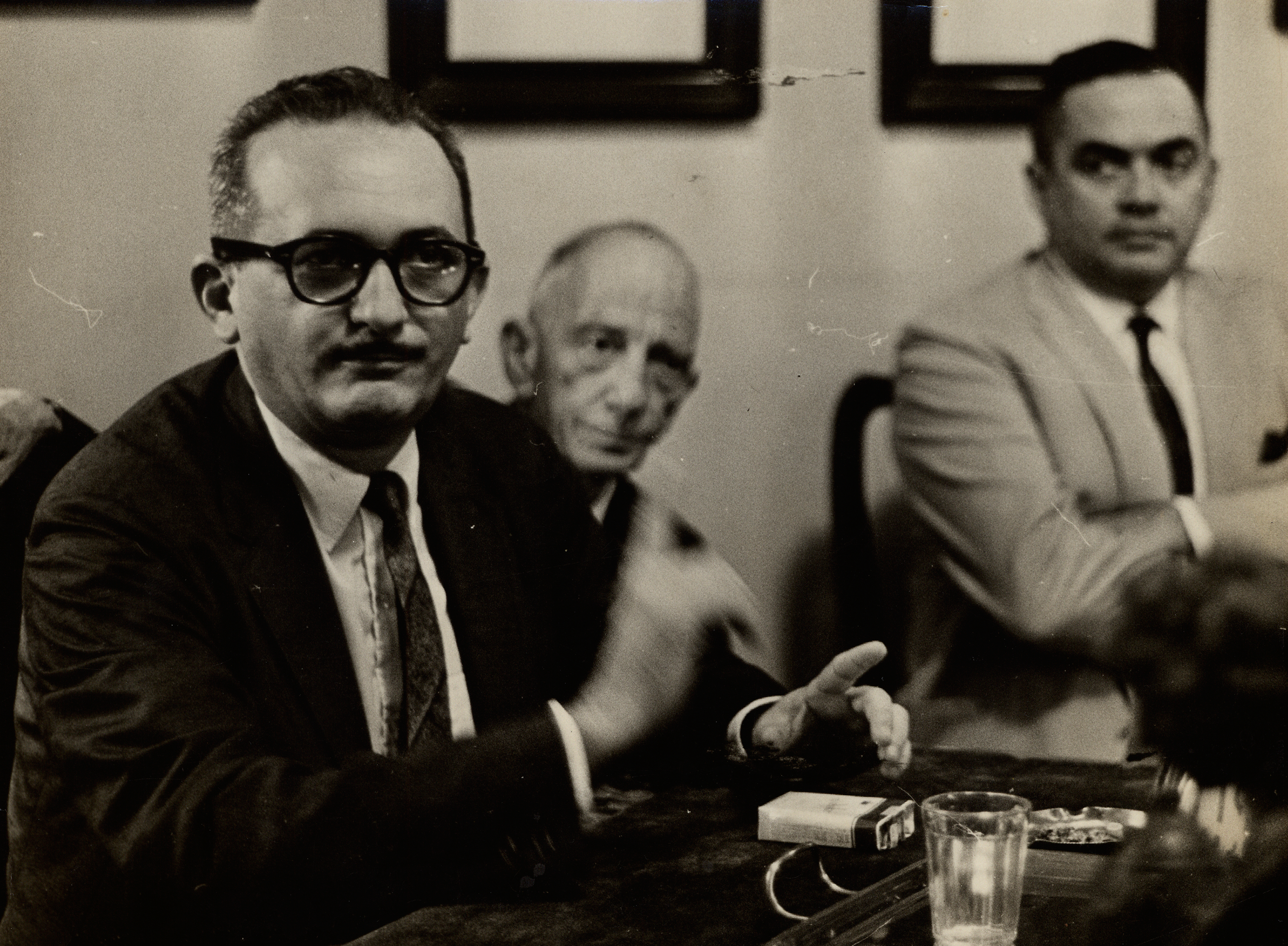
Freire 1963-ban

1961-ben kinevezték a Recifei Egyetem Kulturális Bővítési Tanszéke igazgatójává. 1962-ben volt először lehetősége elméleteinek nagyszabású alkalmazására, amikor egy kísérlet során 300 cukornádszüretelőt tanítottak meg írni és olvasni mindössze 45 nap alatt. E kísérlet hatására a brazil kormány jóváhagyta több ezer kulturális kör létrehozását országszerte.
Az 1964-es brazil államcsíny véget vetett Freire műveltségi törekvéseinek, mivel az uralkodó katonai junta nem támogatta azt. Freire-t ezt követően árulóként 70 napra bebörtönözték. Egy rövid bolíviai száműzetés után Freire öt évig Chilében dolgozott a Kereszténydemokrata Agrárreform Mozgalomnak és az ENSZ Élelmezési és Mezőgazdasági Szervezetének. Freire 1967-ben adta ki első könyvét, Az oktatás mint a szabadság gyakorlata (Educação como prática da liberdade) címmel. Ezt követte leghíresebb műve, Az elnyomottak pedagógiája (Pedagogia do Oprimido), amely először 1968-ban jelent meg.
Munkájának pozitív nemzetközi fogadtatása után Freire 1969-ben vendégprofesszori állást kapott a Harvard Egyetemen. A következő évben Az elnyomottak pedagógiája spanyol és angol nyelven is megjelent, ami nagymértékben kiszélesítette a könyv hatókörét. A keresztényszocialista Freire és Brazília egymást követő jobboldali, tekintélyelvű katonai kormányai közötti politikai viszályok miatt a könyv 1974-ig nem jelent meg Brazíliában, amikor Ernesto Geisel elnöksége idején a katonai junta lassú és ellenőrzött politikai liberalizációs folyamatot indított el.
A Massachusetts állambeli Cambridge-ben töltött egy évet követően Freire Genfbe költözött, hogy az Egyházak Világtanácsának speciális oktatási tanácsadójaként dolgozzék. Ez idő alatt több volt portugál gyarmaton, különösen Bissau-Guineában és Mozambikban az oktatási reformok tanácsadójaként működött közre. Több mint egy évtizedes száműzetés után 1979-ben látogatott először Brazíliába, ahová végül 1980-ban költözött vissza. Csatlakozott a Munkáspárthoz São Paulóban, és 1980 és 1986 között a felnőttek írástudását segítő projekt felügyelőjeként tevékenykedett. Amikor a Munkáspárt 1988-ban megnyerte a São Paulo-i polgármester-választásokat, Freire-t kinevezték városi oktatási titkárrá. Széles körben a kritikai neveléselmélet nagyapjának tartják. Freire 1997. május 2-án, São Paulóban, szívelégtelenségben halt meg.

## Pedagógia
Nincs olyan, hogy semleges oktatási folyamat. Az oktatás vagy olyan eszközként működik, amelyet arra használnak, hogy megkönnyítse a generációk beilleszkedését a jelenlegi rendszer logikájába, és konformitást hozzon létre, vagy pedig a „szabadság gyakorlatává” válik, azzá az eszközzé, amelynek segítségével a férfiak és nők kritikusan viszonyulnak a valósághoz, és felfedezik, hogyan vehetnek részt világuk átalakításában.
 — Jane Thompson, drawing on Paulo Freire
Freire olyan nevelésfilozófiával járult hozzá, amely a Platóntól származó klasszikus megközelítéseket és a modern marxista, posztmarxista és antikolonialista gondolkodókat ötvözte. Az elnyomottak pedagógiája (1968) című műve Frantz Fanon A Föld nyomorultjai (1961) című művének kiterjesztéseként vagy válaszaként értelmezhető, amely hangsúlyozta, hogy az őslakosoknak olyan oktatást kell nyújtani, amely egyszerre új és modern, nem pedig hagyományos, és gyarmatellenes – nem pedig egyszerűen a gyarmatosító kultúra kiterjesztése.
Az elnyomottak pedagógiájában Freire az elnyomók és az elnyomottak megkülönböztetését megismételve, a megkülönböztetést az oktatásra alkalmazza, azt hirdetve, hogy az oktatásnak lehetővé kell tennie az elnyomottak számára, hogy visszanyerjék emberi mivoltuk érzését, és ezáltal legyőzzék helyzetüket. Mindazonáltal elismeri, hogy ehhez az elnyomott egyénnek szerepet kell vállalnia a felszabadításában.
Egyetlen valóban felszabadító pedagógia sem maradhat távol az elnyomottaktól azáltal, hogy szerencsétlenként kezeli őket, és az elnyomók közül mutat példaképeket az utánzásukra. Az elnyomottaknak maguknak kell példát mutatniuk a megváltásukért folytatott küzdelemben.
Hasonlóképpen, az elnyomóknak is hajlandónak kell lenniük újragondolni életmódjukat és megvizsgálni saját szerepüket az elnyomásban, ha valódi felszabadulást akarunk elérni: „Azoknak, akik hitelesen elkötelezik magukat a nép mellett, folyamatosan újra kell vizsgálniuk magukat”.
Freire úgy vélte, hogy az oktatást nem lehet elválasztani a politikától; a tanítás és a tanulás önmagában is politikai cselekedetnek számít. Freire ezt a kapcsolatot a kritikai pedagógia egyik fő alaptételeként határozta meg. A tanároknak és a diákoknak tudatosítaniuk kell az oktatást körülvevő politikát. Az, ahogyan a diákokat tanítják, és amit tanítanak nekik, politikai célokat szolgál. A tanároknak maguknak is vannak politikai elképzeléseik, amelyeket az osztályterembe visznek. Freire úgy vélte, hogy
A nevelésnek azért van értelme, mert a nők és a férfiak megtanulják, hogy a tanulás révén meg tudják alkotni és újra tudják alkotni magukat, mert a nők és férfiak képesek felelősséget vállalni önmagukért, mint olyan lényekért, akik képesek tudni – tudni, hogy tudnak, és tudni, hogy nem.

### Az oktatás "bankmodelljének" kritikája
Pedagógiai szempontból Freire leginkább az általa "banki" oktatási koncepcióval kapcsolatos kritikájáról ismert, amelyben a diákokat üres számláknak tekintik, amelyeket a tanároknak kell kitölteniük. Megjegyzi, hogy "a tanulókat tárgyak befogadására és kísérletekké alakítja át a gondolkodás és a cselekvés irányítására, rávezeti a férfiakat és a nőket a világhoz való alkalmazkodásra, gátolva kreatív erejüket." Az alapkritika nem volt teljesen újszerű, és párhuzamba állította Jean-Jacques Rousseau gyermekről mint aktív tanulóról alkotott felfogását, szemben a tabula rasa szemlélettel, amely inkább a banki modellhez hasonlít. John Dewey határozottan kritizálta a puszta tények közvetítését, mint az oktatás célját. Dewey az oktatást gyakran a társadalmi változás mechanizmusaként írta le, kijelentve, hogy "az oktatás a társadalmi tudatban való részvétel folyamatának szabályozása; és hogy az egyéni tevékenység e társadalmi tudat alapján történő kiigazítása az egyetlen biztos módszer társadalmi újjáépítés”. Freire munkája újjáélesztette ezt a nézetet, és kontextusba helyezte a kortárs nevelési elméletekkel és gyakorlatokkal, megalapozva a később kritikai pedagógiának nevezett tevékenységet.

### A csend kultúrája
Freire szerint az egyenlőtlen társadalmi viszonyok létrehozzák a „csend kultúráját”, amely negatív, passzív és elfojtott énképet kelt az elnyomottakban; A tanulóknak tehát kritikai tudatot kell kialakítaniuk annak felismeréséhez, hogy a csend kultúrája az elnyomásra jött létre. A csend kultúrája azt is okozhatja, hogy „az uralt egyének elveszítik azokat az eszközöket, amelyekkel kritikusan reagálhatnak a domináns kultúra által rájuk kényszerített kultúrára”.
A társadalmi, faji és osztálydinamikát a konvencionális oktatási rendszerbe fonódónak tartja, amelyen keresztül ez a csendkultúra megszünteti azokat a „gondolkodási utakat, amelyek a kritika nyelvéhez vezetnek”.

## Örökség és fogadtatás
Az angol nyelvű kiadás 1970-es megjelenése óta Az elnyomottak pedagógiája világszerte nagy hatást gyakorolt az oktatásra és a pedagógiára, különösen mint a kritikai pedagógia meghatározó munkája. Sol Stern izraeli író és oktatási reformelméleti szakember szerint „közel ikonikus státuszt ért el Amerika tanárképzési programjaiban”. Freire pedagógiai nem-dualizmus-elmélete és a keleti filozófiai hagyományok, például az Advaita Vedanta között is találtak összefüggéseket.
1977-ben a skóciai Edinburgh Gorgie-Dalry negyedében hozták létre Freire munkája alapján az Adult Learning Projectet. Ebben a projektben az első években megközelítőleg 200 fő vett részt, és az volt a célja, hogy megfizethető és releváns helyi tanulási lehetőségeket biztosítson, valamint helyi oktatói hálózatot építsen ki. Skóciában Freire népoktatási elképzelései nemcsak Edinburgh-ban, hanem Glasgow-ban is hatással voltak az aktivista mozgalmakra.
Freire fő képviselői Észak-Amerikában bell hooks, Henry Giroux, Peter McLaren, Donaldo Macedo, Antonia Darder, Joe L. Kincheloe, Shirley R. Steinberg, Carlos Alberto Torres és Ira Shor. McLaren egyik szerkesztett szövege, a Paulo Freire: A Critical Encounter című könyvében Freire hatását a kritikai pedagógia területén. McLaren összehasonlító tanulmányt is készített Paulo Freire-ről és az argentin forradalmi ikon Che Guevaráról. Freire munkássága hatással volt az Egyesült Államokban a radikális matematikai mozgalomra, amely a társadalmi igazságosság kérdéseit és a kritikai pedagógiát hangsúlyozza a matematikai tantervek összetevőjeként.
Dél-Afrikában Freire eszméi és módszerei központi szerepet játszottak az 1970-es évek Fekete Tudatosság Mozgalmában, amelyet gyakran Steve Biko nevéhez kötnek, valamint a szakszervezeti mozgalomban az 1970-es és 1980-as években, és az Egyesült Demokratikus Frontban az 1980-as években. A radikális orvos, Abu Baker Asvat egyike volt azon prominens apartheidellenes aktivistáknak, akik Freire módszereit alkalmazták. Ma a KwaZulu-Natal Egyetemen, Pietermaritzburgban működik egy Paulo Freire-projekt, és az Abahlali baseMjondolo, a városi szegények radikális mozgalma továbbra is Freire módszereit alkalmazza.
1991-ben São Paulóban létrehozták a Paulo Freire Intézetet, hogy kiterjesszék és továbbfejlesszék a népnevelésről szóló elméleteit. Az intézet számos országban indított projekteket, és székhelye a UCLA Graduate School of Education and Information Studies-ban található, ahol aktívan gondozza a Freire-archívumot. Igazgatója Carlos Torres, a UCLA professzora, számos Freire-mű szerzője, köztük az 1978-ban megjelent A praxis educativa de Paulo Freire.
1999-ben az Egyesült Királyságban megalakult a PAULO, a Freire tiszteletére elnevezett nemzeti képzési szervezet. Ezt az ügynökséget a New Labour kormány hagyta jóvá, hogy képviselje az Egyesült Királyságban dolgozó mintegy 300 000 közösségi oktatásban dolgozó szakembert. A PAULO hivatalos felelősséget kapott az e területen dolgozók szakmai képzési normáinak meghatározásáért.
A Paulo és Nita Freire Nemzetközi Kritikai Pedagógiai Projektet a McGill Egyetemen alapították. Itt Joe L. Kincheloe és Shirley R. Steinberg azon dolgozott, hogy a világ kritikus tudósai számára egy párbeszédes fórumot hozzon létre a kutatás előmozdítása és a freire-i pedagógia újrateremtése érdekében egy multinacionális területen. Kincheloe halála után a projekt virtuális globális erőforrássá alakult át.
2012-ben az Egyesült Államokban, Massachusetts nyugati részén pedagógusok egy csoportja engedélyt kapott arra, hogy Freire-ről nevezzenek el egy állami iskolát. A Massachusetts állambeli Holyoke, Paulo Freire Social Justice Charter School 2013 szeptemberében nyílt meg. 2019-ben az iskola a Massachusetts állambeli Chicopee-ban található egykori Pope Francis katolikus gimnázium épületébe költözött át.
2012-ben a New Jersey állambeli Newarkban megnyílt a Paulo Freire Charter High School. Az állam 2017-ben bezárta az iskolát az elmaradt teszteredmények és az „oktatási szigor” hiánya miatt.
Nem sokkal a halála előtt Freire egy ökopedagógiai könyvön dolgozott, egy olyan munkaplatformon, amelyet ma világszerte számos Freire Intézet és Freireánus Egyesület folytat. Ez nagy hatással volt az olyan bolygónkénti oktatási projektek, mint a Föld Charta, valamint számtalan nemzetközi alulról szerveződő kampány kidolgozásában, amelyek általában a freire-i népnevelés szellemében zajlanak.
A freire-i műveltségi módszereket az egész fejlődő világban átvették. A Fülöp-szigeteken a katolikus „keresztény bázisú közösségek” átvették Freire módszereit a közösségi oktatásban. Pápua Új-Guineában a Világbank által finanszírozott Southern Highlands Rural Development Program írástudási kampányának részeként alkalmazták a Freire-féle írástudási módszereket. A freire-i megközelítés áll a közösségi programok „Dragon Dreaming” megközelítésének középpontjában is, amely 2014-re 20 országban terjedt el.

### Díjak és kitüntetések
- King Baudouin International Development Prize 1980: Paulo Freire was the first person to receive this prize. He was nominated by Mathew Zachariah, Professor of Education at the University of Calgary.
- Prize for Outstanding Christian Educators, with his wife Elza
- UNESCO Prize for Peace Education 1986
- Honorary Doctorate, the University of Nebraska at Omaha, 1996, along with Augusto Boal, during their residency at the Second Pedagogy and Theatre of the Oppressed Conference in Omaha.
- Honorary Degree from Claremont Graduate University, 1992
- Honorary Doctorate from The Open University, 1973
- Inducted, International Adult and Continuing Education Hall of Fame, 2008[58]
- Honorary Degree from the University of Illinois at Chicago, 1993.[59]

## Bibliográfia
Freire több mint 20 könyvet írt és írt társszerzőként az oktatásról, pedagógiáról és kapcsolódó témákról.
Művei közé tartoznak:
- Pedagogy of the Oppressed. New York: Continuum, 1970
- Cultural Action for Freedom. [Cambridge], Harvard Educational Review, 1970, ISBN 978-1877930799
- Education for Critical Consciousness. New York: Seabury Press, 1973, ISBN 978-0816491131
- Conscientization. Geneva: World Council of Churches, 1975
- Education, the Practice of Freedom. London: Writers and Readers Publishing Cooperative, 1976
- Pedagogy in Process: The Letters to Guinea-Bissau. New York: A Continuum Book: The Seabury Press, 1978
- The Politics of Education: Culture, Power, and Liberation. South Hadley, Massachusetts: Bergin & Garvey, 1985
- (With Donaldo Macedo) Literacy: Reading the Word and the World. South Hadley, MA: Bergin & Garvey Publishers, 1987
- Shor, Ira (editor), Freire for the Classroom: A Sourcebook for Liberatory Teaching, Boynton/Cook Publishers Inc, 1987
- Pedagogy of the City. New York: Continuum, 1993
- (With Antonion Faundez) Learning to Question: A Pedagogy of Liberation, trans. Tony Coates. New York: Continuum, 1992
- (With Ana Maria Araújo Freire) Pedagogy of Hope: Reliving Pedagogy of the Oppressed. New York: Continuum, 1994
- Mentoring the Mentor: A Critical Dialogue with Paulo Freire. New York: P. Lang, 1997
- (With Ana Maria Araújo Freire) Pedagogy of the Heart. New York: Continuum, 1997
- Pedagogy of Freedom: Ethics, Democracy and Civic Courage. Lanham: Rowman & Littlefield Publishers, 1998
- Politics and Education. Los Angeles: UCLA Latin American Center Publications, 1998
- Teachers as Cultural Workers: Letters to Those Who Dare Teach. Boulder, Colorado: Westview Press, 1998

### Magyarul
- Az elnyomottak pedagógiája. Senki sem szabadul fel egyedül; ford. Lukács Laura, előszó Mészáros György; Open Books, Budapest, 2024 (Bázis könyvek)

## Lásd még
- Andragógia

## Fordítás
- Ez a szócikk részben vagy egészben  a   Paulo Freire című angol Wikipédia-szócikk fordításán alapul.  Az eredeti cikk szerkesztőit annak laptörténete sorolja fel. Ez a jelzés csupán a megfogalmazás eredetét és a szerzői jogokat jelzi, nem szolgál a cikkben szereplő információk forrásmegjelöléseként.